# Panorpidae
Los panórpidos (Panorpidae) son una familia de mecópteros. Esta familia contiene más de 350 especies. Tienen entre 9 y 25 mm de longitud.

## Clasificación
Familia Panorpidae
- Género Leptopanorpa MacLachlan, 1875 (12 especies)
- Género Neopanorpa Weele, 1909 (ca. 110 especies)
- Género Panorpa Linnaeus, 1758 (ca. 240 especies)